# 凯德里克·布朗
阿尔伯特·凯德里克·布朗（英語：Albert Kedrick Brown，1981年3月18日—），美国NBA联盟职业篮球运动员。他在2001年的NBA选秀中第1轮第11顺位被波士顿凯尔特人选中。